# مطبعة الآباء الفرنسيسكان
مطبعة الآباء الفرنسيسكان اُنشأت عام 1847، في بيت فاجي في القدس وأشرف عليها الرئيس العام للرهبانية الفرنسية، حيث قدم الأب سبستيان فروشنر المعدات الضرورية لتركيب أول مطبعة فرنسيسكانية، وكان الغرض منها حاجة الرهبان إلى مطبعة خاصة بهم لنشر كتبهم بسبب صعوبة طباعة الكتب، كما يعود تاريخ المطبعة إلى الحكم العثماني. تم طباعة أول كتاب عام 1947 باللغة العربية والإيطالية بعنوان "التعليم المسيحي". 

## منشوراتها
تضم المطبعة ثمانين ألف كتاب مسجل والعديد من الكتب غير المسجلة منها:
| الرقم | عنوان الكتاب              | سنة الإصدار | الرقم | عنوان الكتاب                               | سنة الإصدار |
| ----- | ------------------------- | ----------- | ----- | ------------------------------------------ | ----------- |
| 1     | صدى المهد                 | 1957        | 2     | شذرات مريمية                               | 1988        |
| 3     | البيئة والصحة والحياة     | 1992        | 4     | طيور فلسطين الشائعة                        | 1992        |
| 5     | الإنسان والتحديات البيئية | 1992        | 6     | مأدبا، كنائس وفسيفساء                      | 1993        |
| 7     | العهد الجديد              | 2010        | 8     | من حصار الكنيسة إلى حصار المدينة 2002-2012 | 2012        |